# Lava Flow Trail
Le Lava Flow Trail est un sentier de randonnée du comté de Coconino, dans l'Arizona, aux États-Unis. Il est situé au pied du cratère Sunset au sein du Sunset Crater Volcano National Monument, un monument national géré par le National Park Service. En boucle, il démarre et s'achève sur la coulée Bonito.